# Pucangsawit
Pucangsawit is een bestuurslaag in het regentschap Surakarta van de provincie Midden-Java, Indonesië. Pucangsawit telt 13.898 inwoners (volkstelling 2010).